# Arthur Palliser
Arthur John Palliser (1890. március 2. – 1918. november 5.) ausztrál ászpilóta.

## Élete

### Ifjúkora
Palliser 1890-ben született Launceston városában, Tasmánia szigetén (Ausztrália). Édesanyja Mary, édesapja Benjamin Palliser volt. Arthur autószerelőként dolgozott, mikor 1914. szeptember 13-án (az első világháború kitörését követően) megkapta katonai behívóját.

### Katonai szolgálata
Először az ausztrál hadsereg ellátó hadtestének tagja volt, majd az Ausztrál Repülő Hadtesthez (Australian Flying Corps) került.
Az alapkiképzés elvégzését, és a pilótaigazolvány megszerzését követően a 4. ausztrál repülőszázad tagja lett. Egysége kötelékében a nyugati frontra került, ahol 1918. szeptember 16-án megszerezte első légi győzelmét egy Fokker D.VII típusú repülőgép ellenében. 1918 októberében a században lecserélték a Sopwith Camel típusú gépeket, így Palliser is új Sopwith Snipe-ot kapott. Gépével további hat légi győzelmet aratott, amellyel bekerült az ászpilóták (az 5 vagy annál több ellenséges gépet lelőtt pilóták) közé.
1918. november 5-én gépét Ath közelében lelőtték a németek, Palliser pedig hősi halált halt.

### Légi győzelmei
| Sorszám | Dátum                | Egység                   | Repülőgép     | Ellenfél     |
| ------- | -------------------- | ------------------------ | ------------- | ------------ |
| 1       | 1918. szeptember 16. | 4. ausztrál repülőszázad | Sopwith Camel | Fokker D.VII |
| 2       | 1918. október 5.     | 4. ausztrál repülőszázad | Sopwith Camel | Légi ballon  |
| 3       | 1918. október 28.    | 4. ausztrál repülőszázad | Sopwith Snipe | Fokker D.VII |
| 4       | 1918. október 28.    | 4. ausztrál repülőszázad | Sopwith Snipe | Fokker D.VII |
| 5       | 1918. október 29.    | 4. ausztrál repülőszázad | Sopwith Snipe | Fokker D.VII |
| 6       | 1918. október 29.    | 4. ausztrál repülőszázad | Sopwith Snipe | Fokker D.VII |
| 7       | 1918. október 29.    | 4. ausztrál repülőszázad | Sopwith Snipe | Fokker D.VII |